# Letovice (zámek)
Zámek Letovice stojí na skalním ostrohu nad obcí Letovice, asi 40 km severně od Brna. 

## Historie

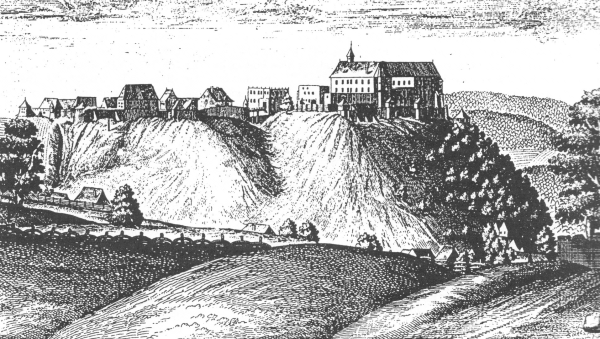
zámek na rytině ze 17. století

Původní dřevěná tvrz patřící Bořitovi (1203 –1255), která stála na ostrohu nad Trstenickou stezkou, spojující Čechy a Moravu, byla přestavěna na hrad pravděpodobně Heřmanem z Letovic, od něhož pocházejí i první zmínky z let 1250-1274. Další zmínka pochází z roku 1316 od Stanimíra z Letovic. Hrad je ale písemně doložen až v roce 1360, kdy se majiteli hradu a panství stali páni z Letovic a z Ronova. Na přelomu 14. a 15. století zde byl do češtiny přeložen cestopis Marka Pola Milión. Roku 1424 hrad oblehli, dobyli a zničili husité.
V letech 1446-1505 vlastnil polovinu hradu a panství rod pánů z Lomnice. Druhá polovina panství byla v letech 1446-1505 majetkem rodu pánů z Boskovic. Roku 1505 získali páni z Boskovic první polovinu a panství s hradem vlastnili do roku 1544. Ve druhé polovině 15. století prošel hrad pozdně gotickou přestavbou.
Roku 1544 koupil hrad a panství od Kryštofa z Boskovic hrabě Kryštof z Hardeka a Kladska. Za Hanuše Fridricha z Hardeka byly provedeny úpravy interiéru, zesílení hradního opevnění se dvěma prstenci příkopů a dostavěno opevněné předhradí. Kamenné náhrobky Hardeků se nachází v kostele sv. Prokopa.
Roku 1614 přešel hrad a panství do rukou hraběte Jindřicha Václava Thurna svatbou s Reginou Juliánou z Hardeka. Roku 1645 hrad dobyli Švédové. Po smrti Jindřicha Václava Thurna byl hrad roku 1654 prodán Karlem Kašparem Thurnem za 60.000 zlatých Jiřímu Štěpánovi Bruntálskému z Vrbna, jenž nechal provést opravy válečných škod.

### Barokní přestavby

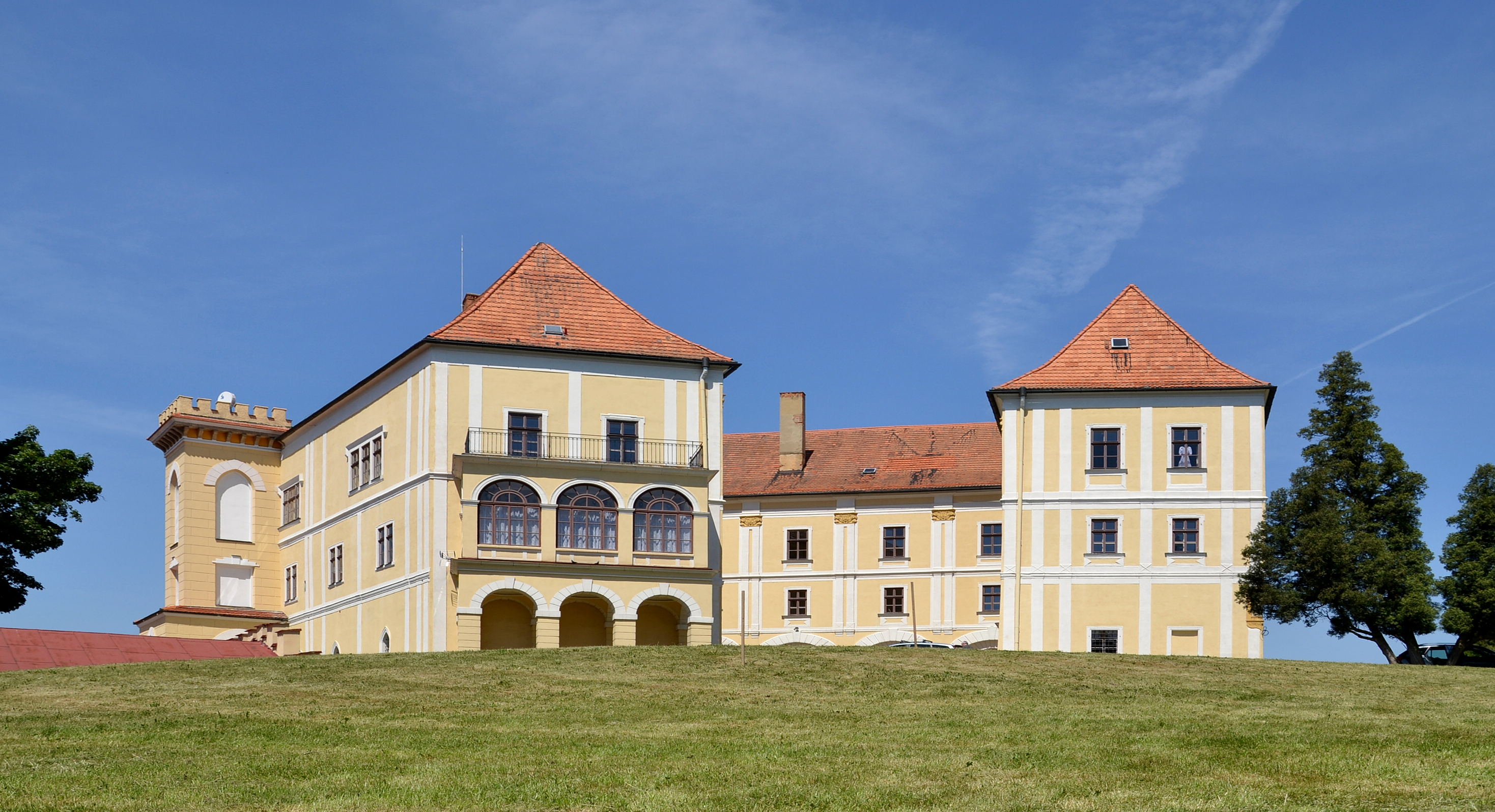
pohled od východu

V letech 1664–1666 vlastnila hrad a panství hraběnka Eva Erdëdy, rozená Forgačová. Po ní byla v letech 1666-1668 majitelkou hraběnka Eliška z Náchoda, rozená Sunioginová. Ta roku 1668 odprodala hrad a panství za 60 000 zlatých ostřihomskému arcibiskupovi Jiřímu Szelepczenyi z Pohronce, jenž nechal provést přestavbu jádra hradu v raně barokní zámek. Tehdy získala zámecká zástavba půdorys nepravidelného trojúhelníku. Zámek a panství koupil v roce 1711 hrabě Karel Ludvík z Roggendorfu za 170 000 zlatých.
Roku 1724 získali zámek Blümegenové a začali s úpravami zámku. Tentýž rok zámek spolu s městečkem vyhořel. Po požáru došlo k barokním přestavbám – byl dokončen hlavní zámecký palác, upraven interiér a roku 1730 byly přistavěny nové hospodářské a úřední budovy.
Roku 1820[zdroj?] se stala majitelem panství a zámku rodina Kálnokyů z Kőröspataku. Za jejího vlastnictví získal zámek svůj nynější vzhled. Proběhly empírové a pseudogotické úpravy, byly přistavěny konírny, letní a zimní jízdárny, a došlo i k úpravě původní hradní věže. Nejznámějším z Kálnokyů byl Gustav Kálnoky (v letech 1881–1885 ministr zahraničí Rakouska-Uherska), jenž nechal upravit zámecký svah v rozsáhlý romanticko–gotický park anglického stylu. Jeho sestra Adéla se zde 18. listopadu 1871 provdala za česko-uherského šlechtice, politika Jana Nepomuka z Waldstein-Wartenbergu.
Na zámku působil jako vychovatel Jan Erazim Vocel. Zámek patřil rodu Kálnoky až do roku 1945.

### Po roce 1945
| Rok  | Počet návštěvníků |
| ---- | ----------------- |
| 2016 | 2 000             |
| 2017 | 1 900             |

Po roce 1945 se stal zámek majetkem MěNV. Byl v něm umístěn internát a později i několik tříd Masarykovy školy práce. Po dlouhých průtazích byl zámek navrácen v restitučním řízení hraběti Alexandru Kálnokymu. Poté začalo město ve spolupráci s Alexandrem Kálnokym investovat do statického zajištění a sanace sklepení jízdáren. Proběhla také úprava zámeckého parku. V roce 2004 byl zámek a přilehlý park za dva miliony korun prodán Bohumilu Vavříčkovi z Boskovic, který jej zrekonstruoval. Tato investice vyšla přibližně na 30 mil. Kč. Od počátku roku 2022 je však zámek z důvodu zdravotních problémů majitele nabízen k prodeji.